# Aiquilles de Chamonix
Aiquilles de Chamonix – grupa górska w Masywie Mont Blanc. Znajduje się na terytorium Francji (departament Górna Sabaudia). Stanowi ją długa, boczna grań idąca na północ od grzbietu głównego masywu.
Od południa ogranicza grupę przełęcz Col du Midi (3532 m) oddzielająca grań od grzbietu głównego (grupy Mont Blanc). Na północy i północnym zachodzie znajduje się dolina Vallée de Chamonix z miejscowością Chamonix-Mont-Blanc.

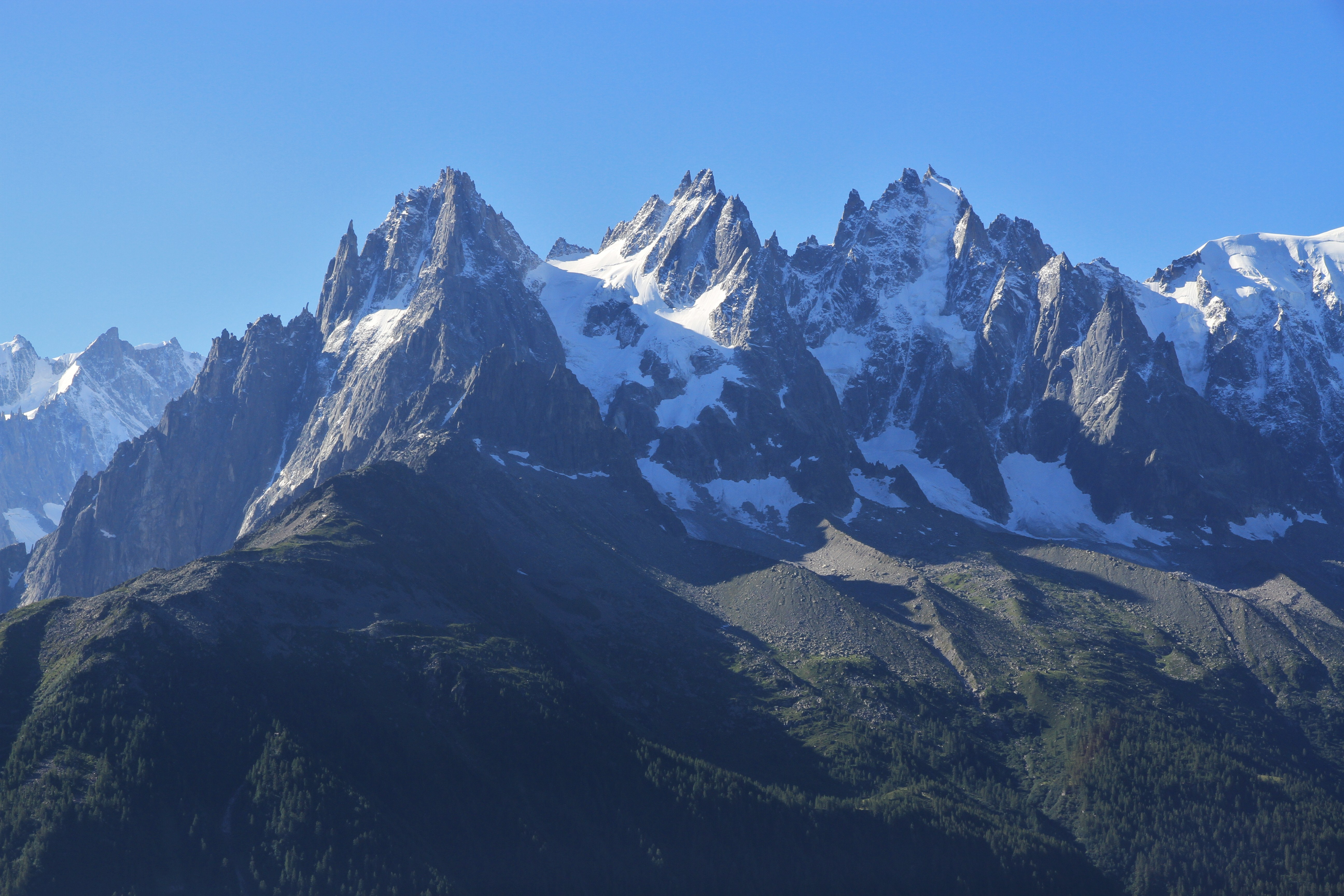
Fragment grupy Aiguilles de Chamonix. Widok z La Flégère (górnej stacji kolejki linowej)

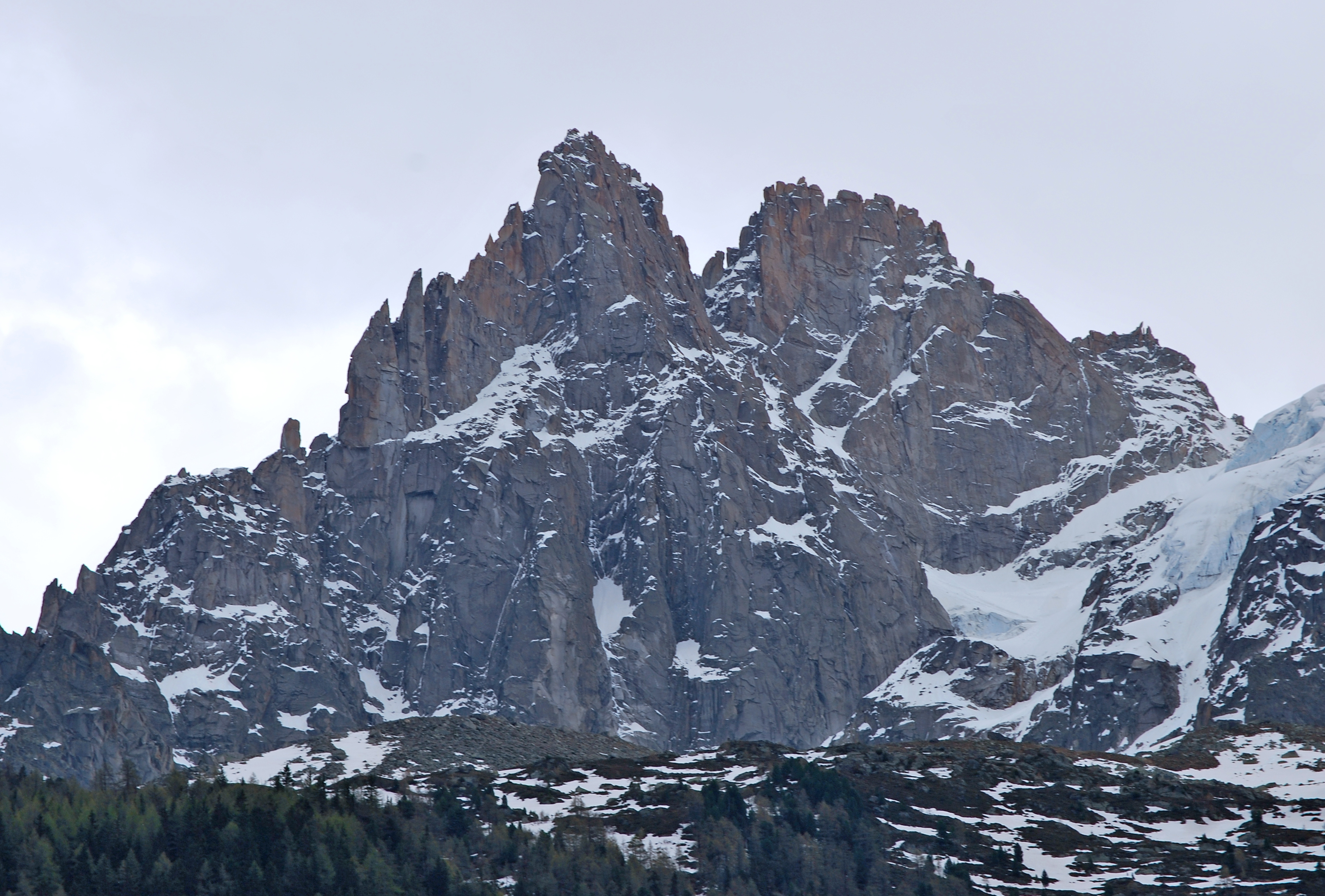
Aiguille des Grands Charmoz i Aiguille du Grépon

Licząc od przełęczy Col du Midi w kierunku północnym znajdują się tu m.in. szczyty: Aiguille du Midi (3842 m), Aiguille du Plan (3673 m), Dent du Crocodile (3640 m), Dent du Caiman (3554 m), Aiguille du Fou (3501 m), Aiguille de Blaitière (3522 m), Aiguille de Roc (3409 m), Aiguille du Grèpon (3482 m), Aiguille des Grands Charmoz (3445 m) i Aiguille de la Republique (3305 m).
Od szczytu Aiguille du Plan odchodzą dwie krótkie granie:
- na północny zachód ze szczytami Aiguille des Pèlerins (3318 m) i Aiguille du Peigne (3192 m),
- na południowy wschód ze szczytem Dent du Requin (3422 m)[1][2].

Na wschodnich zboczach grupy znajdują się m.in. lodowce: La Vallèe Blanche, Glacier d’Envers du Plan, Glacier d’Envers de Blaitière, Glacier du Tacul, Mer de Glace, a na zachodnich: Glacier des Bossons, Glacier Rond, Glacier des Pèlerins, Glacier de Blaitière i Glacier des Nantillons.
Poniżej szczytu Aiguille du Midi, na wysokości 3778 m, znajduje się stacja kolejki linowej z Chamonix-Mont-Blanc. Po kolejce na Klein Matterhorn jest to najwyżej położona kolejka linowa w Europie.